# Mészáros Gábor (zenész)
Mészáros Gábor (Szombathely, 1968. augusztus 3. –) zenész, zeneszerző, billentyűs. Szülővárosában él és dolgozik.

## Életpályája
A zenéléssel már nagyon korán elkezdett foglalkozni, mivel édesanyja pedagógus révén hamar felfedezte benne a zenei affinitást. Hat évesen zenei előkészítőbe járt az általános iskola mellett, ezután következett hét év a körmendi zeneiskolában, ahol Sabáli Lászlóné volt a szolfézstanára. 14 évesen megnyert egy szolfézsversenyt, ezért felvételi nélkül, az évfolyamában egyedüliként, bekerült a szombathelyi Zeneművészeti Szakközépiskolába.
A középiskola első évében megalapította az első együttesét Navis néven, amelynek tagjaival a Derkovitsi Ifjúsági Napokon léptek fel. Következő zenekara a Madam. Kezdeti zenei munkásságára nagy hatással volt Bon Jovi, Van Halen, a Scorpions, a Dokken, de "zenei mindenevő" volt (Nena, Kim Wilde, Abba, Boney M, Hungária, Edda).
1984-ben 15 évesen került a Lord zenekarba Török József (Juszuf) helyére, ahova egy újsághirdetésen keresztül jelentkezett. A nevéhez fűződik az első Lord nagylemez hangszerelése, amely Ausztriában jelent meg Big City Lights címmel. A Lordban Erős Attila (gitár) volt alkotó és szerzőtársa. Az 1986-os, első magyarországi Lord kislemezen (Csakis a lényeg), a szintén 1986-os második kislemezen (Akarom őt) és az 1988-ban megjelent (Szemedben Csillagok) nagylemezen hallhatók közös szerzeményeik (Álmodom, Éjszakák, Fázom a szélben, Virágdal, Érezzél engem, Síri csend az éjjel). Jelen volt a budapesti MTK stadionban fellépő Rod Stewart koncerten, ahol a Lord mint előzenekar lépett fel. Részvételével forgatták az első Lord videóklipet Zaklatott fények címmel. 1987-ig tagja a zenekarnak, ahonnan Gidófalvy Attila érkezése miatt távozik.
1987-ben csatlakozott az S'top (Sárvári top) zenekarhoz, ahol Sipőcz Ernővel, Szántai Gyulával zenéltek együtt 4 évig. 1992-ben a szombathelyi Dózis együtteshez került, 1996-ig. Ezt követte a Spektrum és a Bianco báli zenekar, utóbbival közel fél évet töltött el Japánban. Ezután hosszabb időre visszavonult az aktív zenéléstől. Majd 10 év után úgy érezte, újra zenélnie kell, így 2005-ben belépett a Galaxy zenekarba, amelynek tagja volt 2017 februárjáig.

## Hangszerei
- KORG Polysix, Poly-61, DW-6000, M1, 01/W, Triton, X3, Pa-500

## Fontosabb zenekarok
- Lord (1984-1987)
- S'top (1987-1991)
- Dózis (1992-1996)
- Galaxy (2005-2017)